# Шенгаузен (Мекленбург-Передня Померанія)
Шенгаузен (нім. Schönhausen) — громада в Німеччині, розташована в землі Мекленбург-Передня Померанія. Входить до складу району Мекленбургіше-Зенплатте. Складова частина об'єднання громад Вольдег.
Площа — 18,74 км2. Населення становить 222 ос. (станом на 31 грудня 2020).